# Partia Solidarności Afganistanu
Partia Solidarności Afganistanu (dari: حزب همبستگی افغانستان, Hezb-e Hambastagi-je Afghanestan) – afgańska partia polityczna o charakterze narodowo-lewicowym, założona dnia 17 kwietnia 2004 roku. Partia w latach 2011–2019 wydawała w języku perskim i w paszto miesięcznik Hambastagi Ghag (pers. همبستگی غږ, pol. Głos Solidarności).

## Historia
W 2005 i 2010 roku Partia Solidarności Afganistanu zbojkotowała wybory parlamentarne. Do bojkotów doszło również w przypadku wyborów prezydenckich w latach 2004, 2009 i 2014. Według polityka tej partii Hafiza Rasikha, wybory bojkotowano z powodu konieczności uzyskania ze strony Stanów Zjednoczonych aprobaty przez kandydatów na urząd prezydenta Afganistanu. Partia brała jednak udział w wyborach lokalnych, ponieważ te, według Rasikha, są bardziej demokratyczne, gdyż afgańskie władze nie mają na nie tak dużego wpływu, przez co utrudnione jest fałszerstwo i ingerencja ze strony afgańskich władz.

## Program i poglądy polityczne
Partia Solidarności Afganistanu uważała władzę Hamida Karzaja za skorumpowaną, fundamentalistyczną i podległą Stanom Zjednoczonym; potępiła również radziecką interwencję z 1979 roku.
W swoich programia partia postulowała:
- domaganie się od Rosji wypłacenia odszkodowań wojennych za interwencję z lat 1979–1989 i usunięcia min z całego terytorium Afganistanu,
- konserwację i renowację zabytków,
- natychmiastowe wycofanie z całego terytorium Afganistanu wojsk amerykańskich i sił NATO[4][8][9],
- obronę praw pracowników i związków zawodowych,
- odpowiedzialność rządu przed obywatelami,
- prowadzenie polityki gospodarczej gwarantującej dobrobyt oraz wzrost kapitału narodowego; przyciąganie kapitału zagranicznego, o ile nie stanowi zagrożenia dla gospodarczej suwerenności Afganistanu,
- publiczne potępianie agresji zbrojnych na arenie międzynarodowej oraz wspieranie dążeń do niezależności innych narodów[4],
- równość kobiet i mężczyzn oraz wszystkich grup etnicznych na wszystkich płaszczyznach życia[4][8],
- utrwalenie przyjaznych stosunków dyplomatycznych z innymi państwami poprzez pokojowe relacje, zachowanie neutralnej polityki historycznej i całkowity brak ingerencji w wewnętrzną politykę Afganistanu[4][8],
- utrzymanie jedności, niezależności i świeckiej demokracji w Afganistanie[4][8],
- uszanowanie islamu jako religii dominującej wśród obywateli Afganistanu; jednocześnie walkę z fundamentalizmem religijnym[8],
- walkę z produkcją, przemytem i zażywaniem narkotyków,
- wspieranie osób niepełnosprawnych poprzez umożliwianie im dostępu do bezpłatnej edukacji i pracy,
- wspieranie rozwoju sztuki oraz popularyzację sportu, w tym budowę obiektów sportowych,
- zakazanie stosowania tortur,
- zakończenie konfliktów zbrojnych na terenie Afganistanu oraz ukaranie osób, które nieuczciwie się bogaciły w czasie wojen; również całkowite rozbrojenie organizacji terrorystycznej oraz zwalczanie terroryzmu w kraju i za granicą
- zapewnienie obowiązkowej edukacji na poziomie podstawowym oraz bezpłatnej edukacji średniej i wyższej; poruszanie i walka z problemami jak wykorzystywanie i przemoc seksualna, handel ludźmi oraz praca dzieci,
- zapewnienie obywatelom bezpłatnej opieki zdrowotnej oraz zapewnienie odpowiednich warunków życia urzędnikom mieszkańcom Afganistanu.

## Hambastagi Ghag
W latach 2011–2019 Partia Solidarności Afganistanu wydawała miesięcznik Hambastagi Ghag (pers. همبستگی غږ, pol. Głos Solidarności). W tym czasie ukazało się 70 numerów w wersji elektronicznej; część wydań przedstawiała treści potępiające Stany Zjednoczone, obecność wojsk NATO w Afganistanie, politykę prezydenta Hamida Karzaja oraz terrorystyczną działalność Talibów.

## Protesty
W 2008 roku działacze partii zorganizowali protest przeciwko bezpodstawnemu przetrzymywaniu w areszcie i skazaniu na śmierć Perveza Kambachsza, który był dziennikarzem magazynu Jehan nu oraz studentem Uniwersytetu w Balchu; według protestujących, Kambachsz został oskarżony o bluźnierstwo i rozpowszechnianie treści znieważających islam. Początkowo wyrok śmierci został zamieniony na karę 20 lat pozbawienia wolności, jednak, pod wpływem międzynarodowej presji, student został ostatecznie uniewinniony w 2009 roku przez prezydenta Afganistanu Hamida Karzaja.
W kwietniu 2012 kilkaset działaczy partyjnych zorganizowało w Kabulu demonstrację upamiętniającą zwycięstwo mudżahedinów w 1989 roku; podczas tego wydarzenia spalono wizerunki dżihadystów; protestujący sprzeciwiali się również ingerencji Pakistanu i Iranu w afgańską politykę.
W 2016 roku upamiętniono pierwszą rocznicę zabójstwa Farchondy Malekzady, która została bezpodstawnie oskarżona o podpalenie Koranu, przez co tłum ludzi dokonał na niej samosądu; gdy kobieta już nie dawała oznak życia, podpalono jej ciało.
W 2019 roku działacze Partii Solidarności Afganistanu protestowali przeciwko pakistańskiej władzy, uważając ją za terrorystyczną; jedną z form protestów było malowanie przez młodzież drzwi w ambasadzie Islamskiej Republiki Pakistanu w Kabulu.

## Kontrowersje
Partia Solidarności Afganistanu była w swoich postulatach bezkompromisowa, co od początku skutkowało częstymi aresztowaniami oraz atakami na sympatyków i działaczy partii ze strony służb bezpieczeństwa oraz Talibów. Jednym z pierwszych znanych przejawów ataków było zabójstwo 48-letniego Lala Muhammada w dniu 16 sierpnia 2004 przez Talibów; Muhammad był jednym z założycieli Partii Solidarności Afganistanu oraz wicekuratorem oświaty prowincji Helmand.
W czerwcu 2012 partia została zdelegalizowana pod pretekstem naruszenia konstytucyjnego zakazu nadużywania praw w celu naruszenia suwerenności państwa i integralności terytorialnej, jednak pod naciskiem obywateli oraz międzynarodowych organizacji (m.in. Human Rights Watch) i działaczy społecznych, władze afgańskie uchyliły tę decyzję; swój sprzeciw wobec decyzji delegalizacji partii wyraził jeden z zachodnioeuropejskich dyplomatów. Z kolei Sejjed Jusuf Halim, ówczesny wiceminister sprawiedliwości Afganistanu, powiedział, że partia nie została zdelegalizowana, lecz była w procesie delegalizacji. Ta sytuacja spowodowała wzrost poparcia dla partii szczególnie wśród młodych obywateli Afganistanu; był to pierwszy przypadek delegalizacji partii politycznej od upadku władzy Talibów w 2001 roku.